# Haploembia solieri
Haploembia solieri is een insectensoort uit de familie Oligotomidae, die tot de orde webspinners (Embioptera) behoort. De soort komt voor in delen van Europa, het Nabije Oosten, Noord-Afrika en Noord-Amerika.
Haploembia solieri is voor het eerst wetenschappelijk beschreven door Rambur in 1842.